# Ирако-пакистанские отношения
Ирако-пакистанские отношения — двусторонние дипломатические отношения между Ираком и Пакистаном.

## История
В 1955 году Пакистан вместе с Ираном, Ираком и Турцией вступили в военно-политический союз Багдадский пакт. В 1958 году в Ираке произошла Революция 14 июля, к власти пришёл Абд аль-Карим Касим, который в 1959 году принял решение покинуть Багдадский пакт. Во время Ирано-иракской войны президент Пакистана Мухаммед Зия-уль-Хак занял сторону Ирана, начав поставлять этой стране вооружение.
В 1991 году началась Война в Персидском заливе, подразделения пакистанских вооружённых сил прибыли в Саудовскую Аравию, тем самым Пакистан вступил в войну на стороне сил международной коалиции против Ирака. Пакистан направил около 11 000 военнослужащих, которые защищали объекты религиозного мусульманского наследия в Саудовской Аравии. Внутри страны решение пакистанского правительства занять сторону международной коалиции в войне не вызвало однозначного одобрения, пакистанцами публично озвучивалось мнение, что Саддам Хусейн поступил правильно, захватив Кувейт. Генерал вооружённых сил Пакистана Аслам Бек публично заявил о поддержке правительства Ирака, что поставило руководителей страны в сложное положение и привело к смещению генерала с должности.
В 2003 году, перед началом Иракской войны, правительство Пакистана объявило, что выступает против любых военных действий против Ирака. Внутри Пакистана общественность поддерживала позицию правительства против войны, хотя высказывались мнения и о поддержке вторжения США и их союзников в Ирак. После окончания активной фазы Иракской войны правительство Пакистана сделало заявление, что готово направить войска в Ирак для поддержания мира, если это потребуется. Однако, когда Соединённые Штаты Америки и Великобритания обращались с просьбами к правительству Пакистана о направлении военнослужащих этой страны в Ирак, то получали отказ. Пакистан заявлял, что учитывая масштабы повстанческого движения против коалиционных сил под руководством США в Ираке и внутреннюю анархию в этой стране, он не видит смысла посылать свои войска в пекло. 
Ирако-пакистанские отношения были под угрозой из-за возникающих ситуаций с захватом заложников в Ираке. С 2004 по 2005 год 14 пакистанских граждан попали в Ираке в заложники, из которых двое были убиты. Ирако-пакистанские отношения улучшились после вывода войск Соединённых Штатов Америки из Ирака. В 2013 году Ирак и Пакистан подписали оборонный пакт.
В 2011 году иракский посол в Исламабаде Рушди Аль-Ани заявил, что считает Пакистан мусульманской сверхдержавой, а также добавил, что Ирак готов продолжать поставки нефти в эту страну на льготных условиях. В 2014 году Ирак приобрел пакистанский учебный летательный аппарат PAC Super Mushshak в рамках оборонного сотрудничества с Пакистаном.

## Торговые отношения
В 2008 году Пакистан поставил товаров в Ирак на сумму 24 млн. долларов США.